# فريدريك هاتفيلد
فريدريك هاتفيلد (بالإنجليزية: Fredrick Hatfield)‏ هو مدرس أمريكي، ولد في 21 أكتوبر 1942، وتوفي في 14 مايو 2017.